# قصر سان جورجو

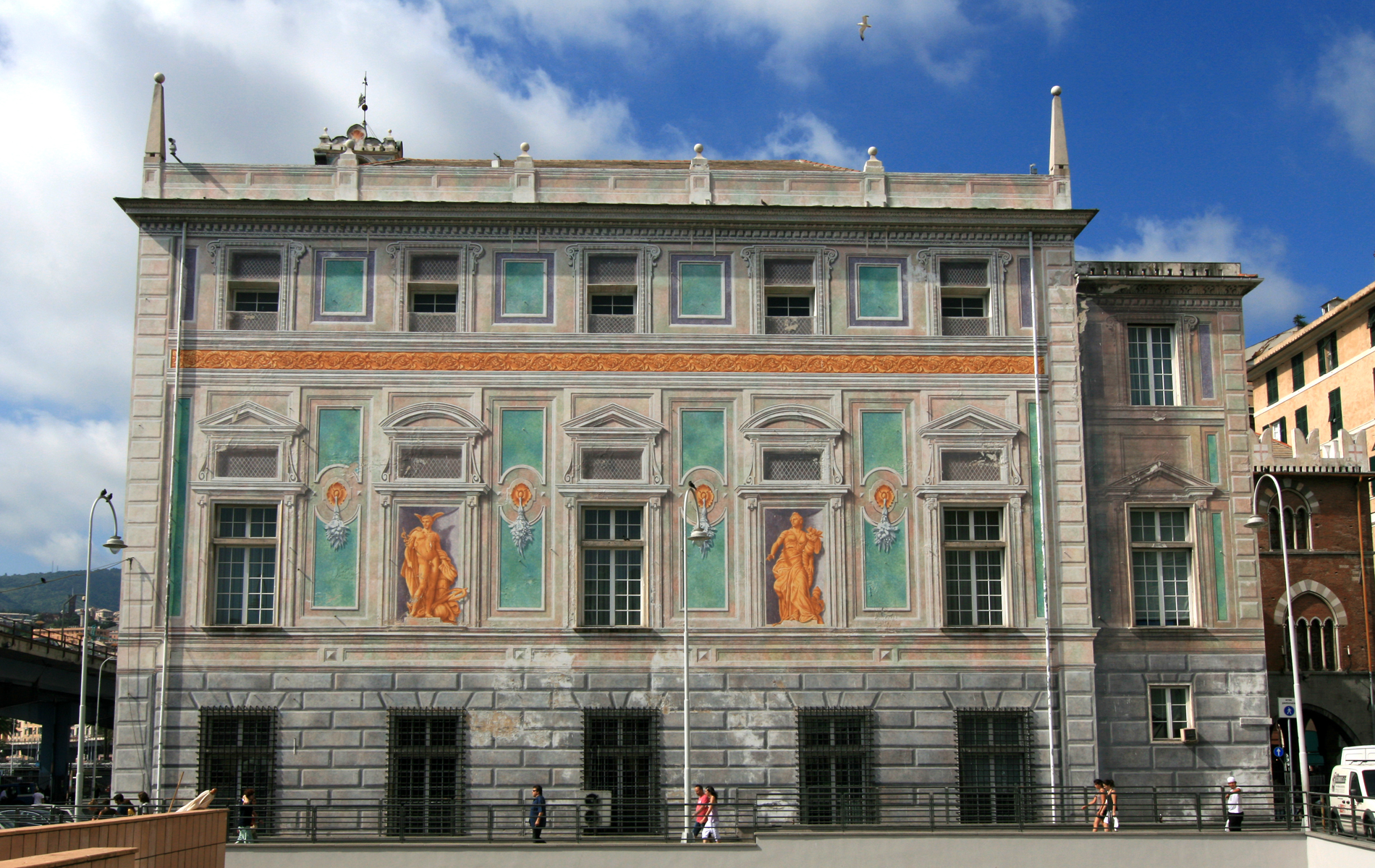
واجهة القصر قبالة الساحة المرممة في القرن التاسع عشر.

قصر سان جورجو (بالإيطالية: Palazzo San Giorgio) (المعروف أيضًا باسم بالاتسو ديلي كومبيري دي سان جورجو) هو قصر في جنوى في إيطاليا. يقع في ساحة كاريكامنتو. بنى هذا القصر عام 1260 غوليلمو بوكانيغرا عم سيموني بوكانيغرا دوق جنوى الأول.